# جرج گروت
جرج گروت (انگلیسی: George Grote; ۱۴ نوامبر ۱۷۹۴ – ۱۸ ژوئن ۱۸۷۱) تاریخ‌نگار کلاسیک و سیاست‌مدار اهل بریتانیا بود. او بیشتر برای نوشتن اثر دوازده جلدی تاریخ یونان شناخته می‌شود.
وی همچنین برندهٔ جوایزی همچون همکار انجمن سلطنتی شده‌است.